# Campeonato de Francia de Rugby 15 1903-04
El Campeonato de Francia de Rugby 15 1903-04 fue la 13.ª edición del Campeonato francés de rugby, la principal competencia del rugby galo.
El campeón del torneo fue el equipo de Stade Bordelais quienes obtuvieron su segundo campeonato.

## Desarrollo

### Semifinal
| 13 de marzo de 1904 | Chartres | 0 - 29 | Stade Français |  |  |

| 13 de marzo de 1904 | Stade Bordelais | 10 - 3 | FC Lyon |  |  |

### Final
| 27 de marzo de 1904 | Stade Bordelais | 3 - 0   | Stade Français | La Faisanderie, Saint-Cloud |  |
|                     |                 | Reporte |                |                             |  |

| Bandera de Francia      |
| Campeón Stade Bordelais |
| Segundo título          |